# Wet klachtrecht cliënten zorgsector
De Wet klachtrecht cliënten zorgsector (WKCZ) was een Nederlandse wet die in 1995 werd vastgesteld. In deze wet was het recht van patiënten om een klacht in te dienen bij een instelling die zorg verleent geregeld. De wet is per 1 januari 2016 vervallen. 

## Uitvoering
Een zorginstelling moet een klachtenregeling en een klachtencommissie met een onafhankelijke voorzitter hebben. Een klachtencommissie past hoor en wederhoor toe en doet vervolgens uitspraak over een klacht door deze niet-ontvankelijk, gegrond of ongegrond te verklaren. De commissie kan ook aanbevelingen doen om de zorg te verbeteren. Als er sprake is van een ernstige klacht en de zorgaanbieder neemt onvoldoende maatregelen, dan moet de klachtencommissie dit melden bij de Inspectie Gezondheidszorg en Jeugd. Ook stuurt de klachtencommissie haar jaarverslag aan de Inspectie. De Inspectie is verder belast met het toezicht op de naleving van deze wet. Er is een uitzondering nl. voor de kinderopvang. Daar regelt het college van B&W het toezicht.

## Kosten en middelen
De zorginstelling brengt geen kosten in rekening voor de klachtenprocedure. De kosten van de klachtenregeling zitten daardoor wel verwerkt in de tarieven van de zorginstellingen. Het toezicht door de Inspectie wordt gefinancierd door het ministerie van VWS. Gemeenten dragen zelf de kosten van het toezicht. 